# R20 (Jordanien)
Die Route 20 ist eine Fernstraße in Jordanien. Die Straße ist eine Ost-West-Route im Nordwesten des Landes, zwischen der 65 im Jordantal und der 35 bei Jarash. Die Straße ist eine der kürzesten Autobahnen des Landes mit nur 44 Kilometer Länge.

## Straßenbeschreibung
Die Straße beginnt bei etwa 210 Meter unter dem Meeresspiegel im Jordantal an einer Kreuzung mit Route 65 unweit der Grenze zu Israel. Die Straße steigt die bewaldeten Hügel auf eine Höhe von 1000 Meter bei dem Ort Adschlun. Die Straße ist einspurig bis zur Stadt Jarash und endet in einem Kleeblatt mit der Route 35.

## Geschichte
Die Route 20 ist von regionaler Bedeutung und daher nicht besonders ausgebaut. Sie besitzt nur eine Fahrspur je Richtung.

## Großstädte an der Autobahn
- Adschlun
- Jarash